# Holmens kyrkogård
Holmens kyrkogård är en begravningsplats på Dag Hammarskjölds Allé i Köpenhamn i Danmark mittemot Garnisons Kirkegård. Den grundades år 1666 och är landets äldsta kyrkogård som fortfarande är i drift.
Begravningsplatsen var ursprungligen avsedd för fattiga matroser i kunglig tjänst och deras familjer, men utvidgades senare med gravplatser för officerer från Danmarks försvarsmakt, affärsmän, politiker, kulturpersonligheter med flera.

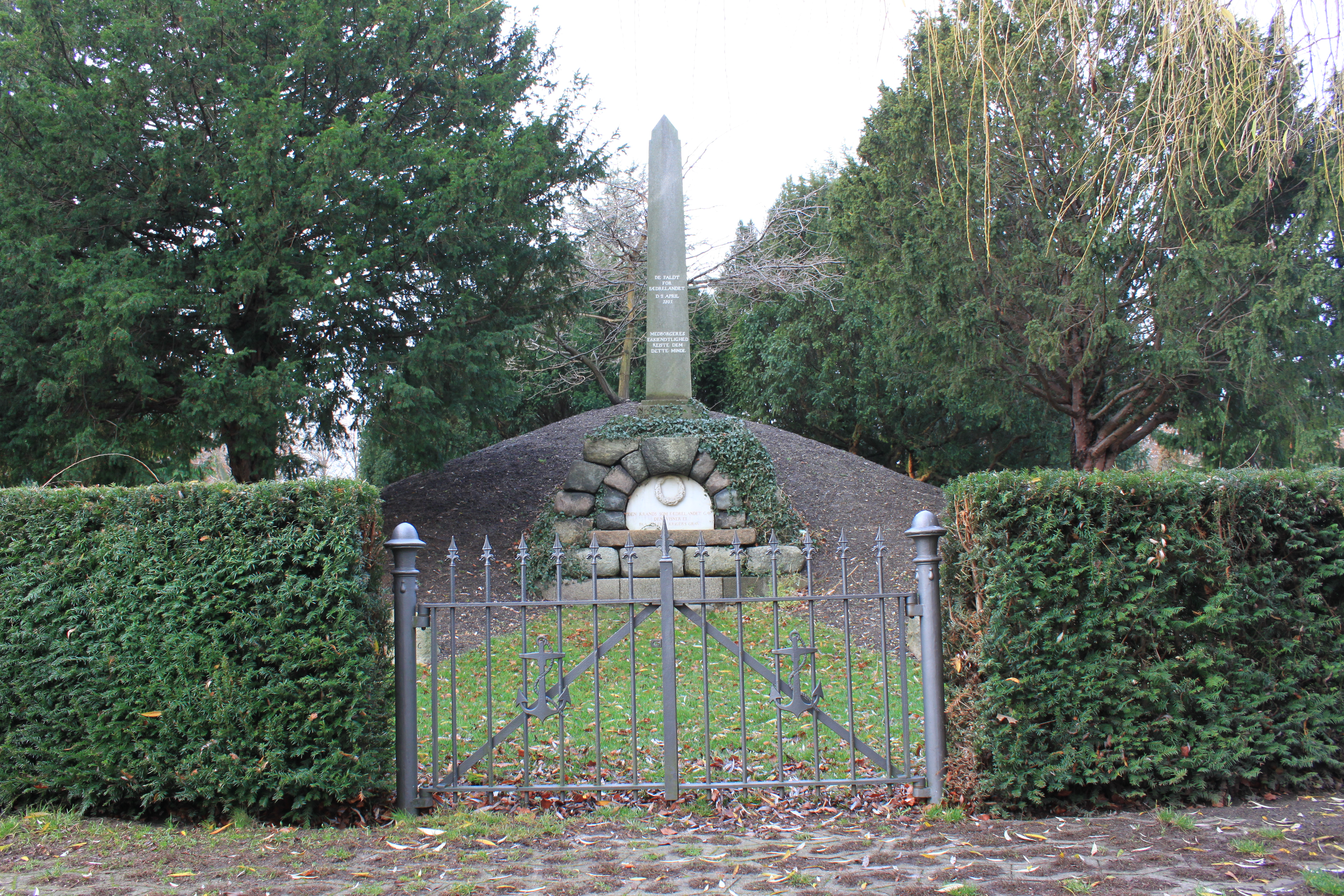
Minnesmärke över Slaget vid Köpenhamn.

Bland minnesmärkena märks en gravhög och ett monument för de stupade från slaget vid Köpenhamn den 2 april 1801.